# Världsmästerskapen i brottning 2023
Världsmästerskapen i brottning 2023 hölls mellan den 16 och 24 september 2023 i Belgrad i Serbien. Tävlingen arrangerades av Internationella brottningsförbundet och hölls i Štark arena.

## Medaljörer

### Herrarnas fristil
| Gren   | Guld                                        | Silver                                           | Brons                                      |
| 57 kg  | Stevan Mićić Serbien                        | Rei Higuchi Japan                                | Arsen Harutiunjan Armenien                 |
| 57 kg  | Stevan Mićić Serbien                        | Rei Higuchi Japan                                | Zelimchan Abakarov Albanien                |
| 61 kg  | Vito Arujau USA                             | Abasgadzji Magomedov Individual Neutral Athletes | Tajyrbek Zjumasjbek Uulu Kirgizistan       |
| 61 kg  | Vito Arujau USA                             | Abasgadzji Magomedov Individual Neutral Athletes | Sjota Partenadze Georgien                  |
| 65 kg  | Ismail Musukajev Ungern                     | Sebastian Rivera Puerto Rico                     | Sjamil Mamedov Individual Neutral Athletes |
| 65 kg  | Ismail Musukajev Ungern                     | Sebastian Rivera Puerto Rico                     | Vazgen Tevanjan Armenien                   |
| 70 kg  | Zain Retherford USA                         | Amir Mohammad Yazdani Iran                       | Ramazan Ramazanov Bulgarien                |
| 70 kg  | Zain Retherford USA                         | Amir Mohammad Yazdani Iran                       | Arman Andreasian Armenien                  |
| 74 kg  | Zaurbek Sidakov Individual Neutral Athletes | Kyle Dake USA                                    | Chetag Tsabolov Serbien                    |
| 74 kg  | Zaurbek Sidakov Individual Neutral Athletes | Kyle Dake USA                                    | Daichi Takatani Japan                      |
| 79 kg  | Achmed Usmanov Individual Neutral Athletes  | Vladimeri Gamqrelidze Georgien                   | Mohammad Nokhodi Iran                      |
| 79 kg  | Achmed Usmanov Individual Neutral Athletes  | Vladimeri Gamqrelidze Georgien                   | Vasyl Mychajlov Ukraina                    |
| 86 kg  | David Taylor USA                            | Hassan Yazdani Iran                              | Myles Amine San Marino                     |
| 86 kg  | David Taylor USA                            | Hassan Yazdani Iran                              | Azamat Dauletbekov Kazakstan               |
| 92 kg  | Rizabek Aitmukhan Kazakstan                 | Osman Nurmagomedov Azerbajdzjan                  | Feyzullah Aktürk Turkiet                   |
| 92 kg  | Rizabek Aitmukhan Kazakstan                 | Osman Nurmagomedov Azerbajdzjan                  | Zahid Valencia USA                         |
| 97 kg  | Achmed Tazjudinov Bahrain                   | Magomedchan Magomedov Azerbajdzjan               | Kyle Snyder USA                            |
| 97 kg  | Achmed Tazjudinov Bahrain                   | Magomedchan Magomedov Azerbajdzjan               | Givi Matjarasjvili Georgien                |
| 125 kg | Amir Hossein Zare Iran                      | Geno Petriasjvili Georgien                       | Taha Akgül Turkiet                         |
| 125 kg | Amir Hossein Zare Iran                      | Geno Petriasjvili Georgien                       | Mason Parris USA                           |

### Herrarnas grekisk-romersk stil
| Gren   | Guld                               | Silver                        | Brons                                    |
| 55 kg  | Eldaniz Azizli Azerbajdzjan        | Nugzari Tsurtsumia Georgien   | Pouya Dadmarz Iran                       |
| 55 kg  | Eldaniz Azizli Azerbajdzjan        | Nugzari Tsurtsumia Georgien   | Jasurbek Ortikboev Uzbekistan            |
| 60 kg  | Zjolaman Sjarsjenbekov Kirgizistan | Kenichiro Fumita Japan        | Cao Liguo Kina                           |
| 60 kg  | Zjolaman Sjarsjenbekov Kirgizistan | Kenichiro Fumita Japan        | Islomjon Bakhromov Uzbekistan            |
| 63 kg  | Leri Abuladze Georgien             | Murad Mammadov Azerbajdzjan   | Enes Başar Turkiet                       |
| 63 kg  | Leri Abuladze Georgien             | Murad Mammadov Azerbajdzjan   | Georgii Tibilov Serbien                  |
| 67 kg  | Luis Orta Kuba                     | Häsrät Cäfärov Azerbajdzjan   | Mate Nemeš Serbien                       |
| 67 kg  | Luis Orta Kuba                     | Häsrät Cäfärov Azerbajdzjan   | Mohammad Reza Geraei Iran                |
| 72 kg  | Ibrahim Ghanem Frankrike           | Róbert Fritsch Ungern         | Selçuk Can Turkiet                       |
| 72 kg  | Ibrahim Ghanem Frankrike           | Róbert Fritsch Ungern         | Ali Arsalan Serbien                      |
| 77 kg  | Akzjol Machmudov Kirgizistan       | Sanan Suleymanov Azerbajdzjan | Malchas Amojan Armenien                  |
| 77 kg  | Akzjol Machmudov Kirgizistan       | Sanan Suleymanov Azerbajdzjan | Nao Kusaka Japan                         |
| 82 kg  | Rafiq Hüseynov Azerbajdzjan        | Alireza Mohmedi Iran          | Yaroslav Filchakov Ukraina               |
| 82 kg  | Rafiq Hüseynov Azerbajdzjan        | Alireza Mohmedi Iran          | Aues Gonibov Individual Neutral Athletes |
| 87 kg  | Ali Cengiz · Turkiet               | Delat guld                    | Zjan Belenjuk · Ukraina                  |
| 87 kg  | Dávid Losonczi · Ungern            | Delat guld                    | Semen Novikov · Bulgarien                |
| 97 kg  | Gabriel Rosillo Kuba               | Artur Aleksanjan Armenien     | Artur Omarov Tjeckien                    |
| 97 kg  | Gabriel Rosillo Kuba               | Artur Aleksanjan Armenien     | Mohammad Hadi Saravi Iran                |
| 130 kg | Amin Mirzazadeh Iran               | Rıza Kayaalp Turkiet          | Abdellatif Mohamed Egypten               |
| 130 kg | Amin Mirzazadeh Iran               | Rıza Kayaalp Turkiet          | Óscar Pino Kuba                          |

### Damernas fristil
| Gren  | Guld                           | Silver                                           | Brons                                |
| 50 kg | Yui Susaki Japan               | Dolgorjavyn Otgonjargal Mongoliet                | Feng Ziqi Kina                       |
| 50 kg | Yui Susaki Japan               | Dolgorjavyn Otgonjargal Mongoliet                | Sarah Hildebrandt USA                |
| 53 kg | Akari Fujinami Japan           | Vanesa Kaladzinskaja Individual Neutral Athletes | Lucía Yépez Ecuador                  |
| 53 kg | Akari Fujinami Japan           | Vanesa Kaladzinskaja Individual Neutral Athletes | Antim Panghal United World Wrestling |
| 55 kg | Haruna Okuno Japan             | Jacarra Winchester USA                           | Mariana Drăguțan Moldavien           |
| 55 kg | Haruna Okuno Japan             | Jacarra Winchester USA                           | Anastasia Blayvas Tyskland           |
| 57 kg | Tsugumi Sakurai Japan          | Anastasia Nichita Moldavien                      | Odunayo Adekuoroye Nigeria           |
| 57 kg | Tsugumi Sakurai Japan          | Anastasia Nichita Moldavien                      | Helen Maroulis USA                   |
| 59 kg | Zhang Qi Kina                  | Julija Tkatj Ukraina                             | Jennifer Rogers USA                  |
| 59 kg | Zhang Qi Kina                  | Julija Tkatj Ukraina                             | Othelie Høie Norge                   |
| 62 kg | Aisuluu Tynybekova Kirgizistan | Sakura Motoki Japan                              | Grace Bullen Norge                   |
| 62 kg | Aisuluu Tynybekova Kirgizistan | Sakura Motoki Japan                              | Iryna Koljadenko Ukraina             |
| 65 kg | Nonoka Ozaki Japan             | Macey Kilty USA                                  | Mimi Hristova Bulgarien              |
| 65 kg | Nonoka Ozaki Japan             | Macey Kilty USA                                  | Lili Lili Kina                       |
| 68 kg | Buse Tosun Turkiet             | Enkhsaikhany Delgermaa Mongoliet                 | Koumba Larroque Frankrike            |
| 68 kg | Buse Tosun Turkiet             | Enkhsaikhany Delgermaa Mongoliet                 | Irina Rîngaci Moldavien              |
| 72 kg | Amit Elor USA                  | Enkh-Amaryn Davaanasan Mongoliet                 | Zhamila Bakbergenova Kazakstan       |
| 72 kg | Amit Elor USA                  | Enkh-Amaryn Davaanasan Mongoliet                 | Miwa Morikawa Japan                  |
| 76 kg | Yuka Kagami Japan              | Aiperi Medet Kyzy Kirgizistan                    | Tatiana Rentería Colombia            |
| 76 kg | Yuka Kagami Japan              | Aiperi Medet Kyzy Kirgizistan                    | Adeline Gray USA                     |

## Medaljtabell
*   Värdland ( Serbien)
| Nr                   | Nation                      | Guld | Silver | Brons | Totalt |
| -------------------- | --------------------------- | ---- | ------ | ----- | ------ |
| 1                    | Japan                       | 6    | 3      | 3     | 12     |
| 2                    | USA                         | 4    | 3      | 7     | 14     |
| 3                    | Kirgizistan                 | 3    | 1      | 1     | 5      |
| 4                    | Azerbajdzjan                | 2    | 5      | 0     | 7      |
| 5                    | Iran                        | 2    | 3      | 4     | 9      |
| –                    | Individual Neutral Athletes | 2    | 2      | 2     | 6      |
| 6                    | Turkiet                     | 2    | 1      | 4     | 7      |
| 7                    | Ungern                      | 2    | 1      | 0     | 3      |
| 8                    | Kuba                        | 2    | 0      | 1     | 3      |
| 9                    | Georgien                    | 1    | 3      | 2     | 6      |
| 10                   | Serbien*                    | 1    | 0      | 4     | 5      |
| 11                   | Kina                        | 1    | 0      | 3     | 4      |
| 12                   | Kazakstan                   | 1    | 0      | 2     | 3      |
| 13                   | Frankrike                   | 1    | 0      | 1     | 2      |
| 14                   | Bahrain                     | 1    | 0      | 0     | 1      |
| 15                   | Mongoliet                   | 0    | 3      | 0     | 3      |
| 16                   | Armenien                    | 0    | 1      | 4     | 5      |
| 16                   | Ukraina                     | 0    | 1      | 4     | 5      |
| 18                   | Moldavien                   | 0    | 1      | 2     | 3      |
| 19                   | Puerto Rico                 | 0    | 1      | 0     | 1      |
| 20                   | Bulgarien                   | 0    | 0      | 3     | 3      |
| 21                   | Norge                       | 0    | 0      | 2     | 2      |
| 21                   | Uzbekistan                  | 0    | 0      | 2     | 2      |
| 23                   | Albanien                    | 0    | 0      | 1     | 1      |
| 23                   | Colombia                    | 0    | 0      | 1     | 1      |
| 23                   | Ecuador                     | 0    | 0      | 1     | 1      |
| 23                   | Egypten                     | 0    | 0      | 1     | 1      |
| 23                   | Nigeria                     | 0    | 0      | 1     | 1      |
| 23                   | San Marino                  | 0    | 0      | 1     | 1      |
| 23                   | Tjeckien                    | 0    | 0      | 1     | 1      |
| 23                   | Tyskland                    | 0    | 0      | 1     | 1      |
| 23                   | United World Wrestling      | 0    | 0      | 1     | 1      |
| Totalt (31 nationer) | Totalt (31 nationer)        | 31   | 29     | 60    | 120    |

## Lagranking
| Rank | Herrarnas fristil | Herrarnas fristil | Herrarnas grekisk-romersk stil | Herrarnas grekisk-romersk stil | Damernas fristil       | Damernas fristil |
| Rank | Lag               | Poäng             | Lag                            | Poäng                          | Lag                    | Poäng            |
| ---- | ----------------- | ----------------- | ------------------------------ | ------------------------------ | ---------------------- | ---------------- |
| 1    | USA               | 148               | Azerbajdzjan                   | 120                            | Japan                  | 195              |
| 2    | Iran              | 110               | Iran                           | 102                            | USA                    | 135              |
| 3    | Georgien          | 80                | Turkiet                        | 93                             | Mongoliet              | 80               |
| 4    | Kazakstan         | 74                | Kuba                           | 73                             | Kina                   | 65               |
| 5    | Azerbajdzjan      | 66                | Armenien                       | 65                             | Ukraina                | 59               |
| 6    | Japan             | 61                | Kirgizistan                    | 60                             | Moldavien              | 58               |
| 7    | Armenien          | 49                | Georgien                       | 59                             | Turkiet                | 55               |
| 8    | Turkiet           | 42                | Ungern                         | 52                             | Kirgizistan            | 47               |
| 9    | Serbien           | 40                | Uzbekistan                     | 52                             | United World Wrestling | 39               |
| 10   | Ungern            | 37                | Serbien                        | 49                             | Tyskland               | 35               |